# 湯德章
湯德章（1907年1月6日—1947年3月13日），出生於臺灣臺南，父親為日本熊本縣宇土市人，母親為臺南南化人，由於湯德章過繼母系，故籍貫亦為臺灣臺南。湯德章是柔道五段，曾任職警官、執業律師。於1946年10月加入中國國民黨。:238-239後於二二八事件中遭國民革命軍槍決於民生綠園（今湯德章紀念公園）。2014年，台南市政府將湯德章忌日3月13日訂為「台南市正義與勇氣紀念日」，以紀念湯德章英勇堅韌的一生所代表的台灣精神。

## 家世
湯德章之父親是熊本縣宇土市人，本名「坂井德藏」，因過繼到「新居」家，因而改為「新居德藏」。新居德藏為奉派來臺的警察，任職噍吧哖支廳南庄派出所（今台南市政府警察局玉井分局南化分駐所）巡查，1915年噍吧哖事件（西來庵事件）中於南化殉職。事變當時，湯德章與姐姐湯柳亦在派出所內，得工友黃茂貴背負救出，倖免於難。
湯德章之母親「湯玉」為臺南南化農家女子，替人縫紉為生。湯德章過繼母系，故從母姓「湯」，湯德章有一姐一弟，都從母姓「湯」。

## 生平

### 童年
湯德章幼年非常貧困，得到善心的漢方醫師楊泉的資助，勉強度日。後在噍吧哖公學校（今玉井國小）畢業，考進臺南師範學校（今國立臺南大學前身），因父親離世，家境貧寒，輟學返家務農，又在糖廠打工。一面在鄉下私塾學習漢文、四書五經，一面學習中國武術少林拳與日本柔道，造就其文武皆備的能力。當時湯德章曾因替被強取保護費的理髮店老闆「老健仔」出面與流氓談判，以寡擊眾取得勝利，一舉成為鄉民口中的俠士。之後湯考入位於臺北市的臺灣總督府警察官及司獄官練習所，但被發覺年齡不足，因成績優異破格錄取。根據湯德章就讀之噍吧哖公學校（今玉井國小）六年級級任老師林心在其著作《六五回憶錄》的回憶：「湯德章為人勤勉誠實，做事有魄力、負責，有點不修邊幅，但有抑強扶弱之氣概。」楊泉醫師的孫子楊顯堂描述，湯德章「體格魁梧，好打抱不平，看似吊兒郎當，未認真讀書，卻是絕頂聰明，一舉考進台南師範。」

### 擔任警官
1927年任臺南州巡查，分發至東石郡，因查戶口而認識當地女子陳爁，於1928年結婚。1929年7月30日，《臺灣日日新報》報導湯德章逮捕重大逃犯，湯德章一舉成為地方名人。因1929年普通文官考試及格，於1930年升任臺南開山派出所次席巡查。1934年任臺南州警部補。而後轉任為新豐郡保安衛生系。
湯德章於1935年由叔父坂井又藏收養，並改名坂井德章；1938年收養其姊的五男湯聰模為子。
由於湯德章並不是純日本人，他的日本同學此時已經升至課長職位，而湯又特別照顧臺灣人，因此時常受到上級的歧視與壓力，使湯非常不滿。
1939年當時發生日本醫師鹿沼正雄駕自用轎車撞死臺灣人莊正興的事件。鹿沼正雄身分顯貴，與臺南州知事是同學，是臺南大正町「鹿沼病院」（位於今臺南市中西區中山路）的院長，其父親鹿沼留吉是全臺南知名的臺南計程車株式會社（臺南タグシ株式會社）社長兼臺南州州協議會員。日本警察無人敢辦此案，身為警官的湯德章力主追究，引發上級不滿，加上日本人將湯德章視為臺灣本籍人士，並且對他頗有歧視，湯憤而離職，脫離警界。

### 赴日深造與返臺開業

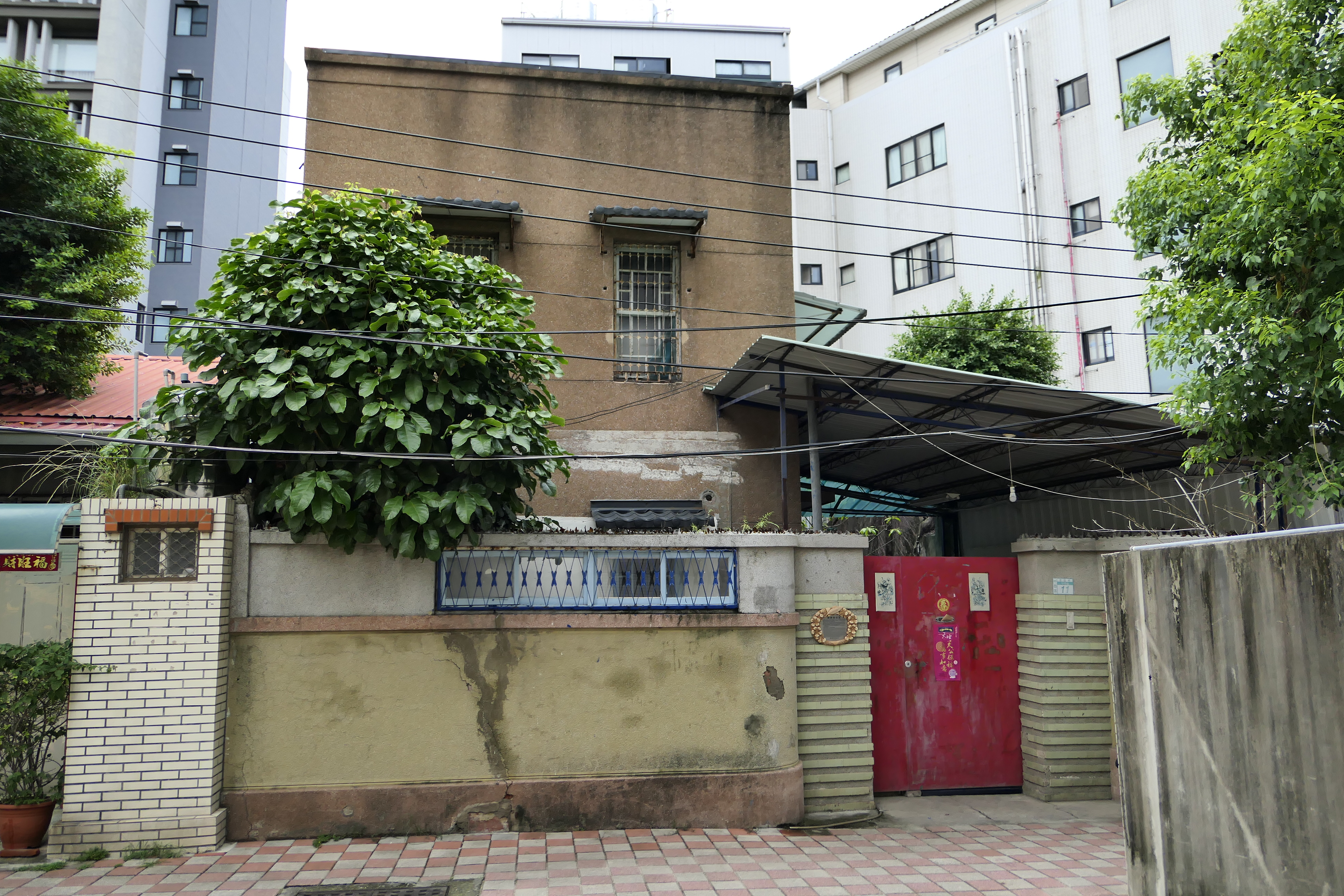
湯德章於1943年返台後居住的二層樓住家。

改名坂井德章的湯德章透過日本的叔父坂井又藏生活上的幫助，以及日本政治家藤原銀次郎提供東京白金的住家讓湯德章一家人居住。1940年4月，開始在東京中央大學法學部旁聽至隔年10月，1940年11月「專檢」合格後入學日本大學法學科專門部別科。1941年9月「高等文官試驗司法科試驗合格」，10月28日通過口述試驗。}1943年5月通過「高等文官試驗行政科試驗」， 6月21日又通過「口述試驗」。他隨即自日本大學法律專門部「退學」，同年7月返回臺灣。1943年9月臺灣總督府登錄為辯護士（律師），在臺南南門町定居，並於末廣町開業，成為臺南地區知名律師，常酌收廉價的訴訟費用，或義務辯護，幫助法律知識不足的臺灣人伸張正義，抵抗劣質日本人的欺凌。
1945年1月6日與養父坂井又藏協議終止收養關係，恢復原來「湯」姓。

### 國民政府時代
1945年8月，二次大戰結束，日本投降，國民政府接管臺灣。1945年11月經由地方自治協會推薦，由新成立之臺南市政府任命為臺南市南區區長。
1946年5月起，台灣南部地區霍亂大流行；短短三個月臺南縣（含雲林、嘉義，不含嘉義市）市963人染病、死亡338人。1946年4月26日霍亂在湯德章之轄區，台南市南區灣裡爆發。:73至5月23日疫情基本平息。:81文史作家黃文博表示，湯德章要求衛生當局立刻施行消毒、隔離、注射預防針，但從中國大陸來臺的官員對此不為所動，湯德章表示抗議憤而辭職。湯德章於7月1日辭去區長職務；而公文書面任免理由為「因執行律師不能兼任區長職務呈請辭」。文史工作者張若彤則懷疑該傳聞是「中醫防疫隊」事件的變形。:103
1946年臺灣省參議會參議員選舉中，被列為候補省參議員。此時的湯德章僅擔任執業律師，以及「台南市人民自由保障委員會」主任委員。湯德章並積極參與民間人民自由保障的推廣活動，以「人權律師」的身分主張社會公義、宣揚民主思想，為社會改革奔走，得到許多民眾的愛戴。同時湯德章加入中國國民黨；黨證字號隆字第○六五七五號。:238-239
1947年1月27日，湯德章填寫〈國民政府文官處人事調查表〉。向國民政府表達任官意願。:239-240,291

#### 二二八事件

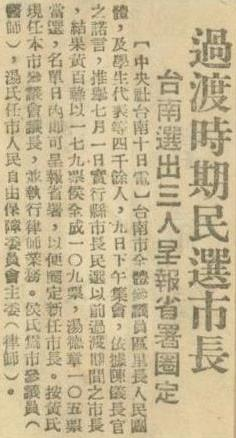
湯德章律師於1947年3月9日獲選為市長候選人

##### 擔任處委會台南分會治安組長
1947年二二八事件發生，此時湯德章正身染瘧疾，臥病在床，仍被推任二二八事件處理委員會臺南市分會治安組組長，維持該市治安。
3月2日夜間，福建人台南市市長卓高煊、軍警憲首長、韓石泉醫師等舉行臨時會議。另一方面，參議會會長黃百祿也在稍晚邀請了市長、軍警憲首長及地方人士召開人民團體會議，成立了「臨時治安協助委員會」。當天晚上十點多，市長等人在開會的時候，學生隊與暴民開始包圍派出所，外省人士被圍毆，衝突漸漸擴大。
3月3日早上十點，參議會以及留守職要召開了市民臨時大會，由議長黃百祿當主席，決議向政府提出7項要求。卓高煊市長在自述裡說：「臨時參議會自行召集會議，竟通過對政府七項要求」，當天中華日報隨即發送號外，刊載7項要求，其中包括軍警不得開槍、實施市長民選、廢止專賣局貿易局、解職不適任之公務員以及歸還接收的工廠。為了維持秩序，議長黃百祿請委員到台南工學院（現在的成功大學），要求校方停課2日，請求讓學生協助維持秩序。（湯）和警察局長一起被分派到治安組，
晚上參議會也發表了號外：「本市治安由台南工學院中等學生奮勇出來維持，並與警憲軍交涉，請求停止武裝巡邏。卓高煊市長宣稱，3月3日時「警察局陳局長被湯德章等率學生約兩百餘人圍困辦公室」。針對此事，日後彭孟緝在《台灣省228事件回憶錄》裡寫道：「參議會組織青年軍，控制市區，遍貼共黨標語」。
3月4日，民眾包圍參議會，要求政府對昨天提出的7項要求有所表示。曾任監察委員與228事件調查委員的楊亮功曾在監察院報告上寫道：「暴徒到處毆打外省人士，上午數個派出所、第三監獄及保安警察隊槍彈藥庫，被服布疋悉數被劫」。但中華日報上刊載「台南市方面秩序已漸恢復，商店已開門」。
3月5日，憲兵隊開出一輛載滿武裝憲兵的卡車，市民前往參議會抗議。市長與軍警憲首長、韓石泉、黃百祿開會，兩方確定不擴大、不流血、不否認現有行政機構、政治問題用政治方法解決4大原則。同日晚間8時，取消了「臨時治安協助會」，響應台北民間228處委會成立「228事件處理委員會台南市分會」。韓石泉為主委，黃百祿為副主委，湯德章擔任治安組組長，湯德章接任後，運用關係找出台南各地地痞流氓幫派角頭協商，號召讓市面平靜下來。
3月6日下午，數千名學生聚集市區內遊行、遍貼左派口號、標語。
3月9日，參議會否定了官派市長留任，下午台南市全體參議員、區里長、人民團體、及學生代表等四千人集會，依陳儀所宣稱之諾言，推舉7月1日舉行縣市長民選前過渡期間之市長，結果黃百祿、侯全成、湯德章當選為「市長候選人」，湯得票105票。

##### 遭到處決

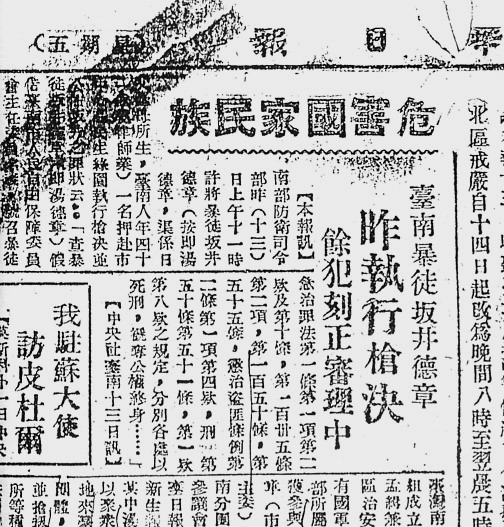
3月14日中國國民黨所屬中華日報指控湯德章（文稱坂井德章，但此時湯早已停用日語名）為暴徒，並執行槍決。

3月11日，國軍整編第21師進入臺南鎮壓，二、三十名憲警特務闖進住所逮捕湯德章。湯德章為免災禍牽連，事先將相關名單與文件燒燬。12日，由於國軍嚴刑逼供要求名單，湯德章被懸吊刑求一夜，肋骨被槍托打斷，並夾手指造成手指腫脹（當時在隔壁牢房楊熾昌的口述），遭受酷刑後反綁雙腕，背插書寫姓名坂井德章之木牌，綁在卡車上遊行臺南市區。3月13日，經由軍法官與台南地院檢察官會審，湯德章被控叛亂罪名，押赴民生綠園公開槍決，湯仍神情自若，並向四周市民微笑示意。臨刑時不斷遭受幾名士兵踹踢，並強逼下跪，湯德章向士兵破口大罵，並堅拒下跪，士兵踹湯德章的腳，隨即開槍，子彈貫穿湯的鼻梁及前額，鮮血腦漿噴灑一地，湯之雙眼怒目圓睜，傲立不動良久，過些時才倒下，雙眼依然圓睜未闔，死狀悽慘。由於湯德章久為臺南市民所尊崇景仰，現場圍觀群眾見湯遭此不公平待遇內心悲憤交加，紛紛落淚並當場傳出哭泣聲。湯德章遭到槍決之後，國軍不讓湯德章親人收屍，逼其曝屍公園，經一再哀求，才准許以毛毯覆屍，但仍不准移動，置於地面曝屍三日，而湯的妻子守候在屍體旁邊哭泣。
蘇新表示，行刑前，湯德章神色如常，堅不屈膝，反大罵劊子手「馬鹿野郎」，死後又不准家人收屍，以便示眾，但見者聞者無不流淚。
在湯德章行刑現場親眼目睹者包含奇美集團創辦人許文龍。根據在場臺南市民陳開元證言：「3月11日，由高雄開來的國民黨軍一到台南，就下令戒嚴，展開瘋狂的捕殺。首先被槍殺的，是經由各界人士選舉出來的市長候選人之一湯德章。3月13日中午，湯德章被五花大綁押上卡車遊街示眾。從本町向大正公園開來...湯德章雖然被五花大綁，背上插著牌子，但他面不改色，昂首怒視著劊子手們，下車之後劊子手要他跪下，但他不但不屈服，還破口大罵蔣賊軍。我是有生以來第一次看見這種公開殺人的，印象特別深刻。」
台灣流行音樂家郭一男（本名郭炳林）表示，當時他當小販在民權路賣茯苓糕維生，聽到街邊有人說湯德章被押往民生綠園，跟過去後，看到湯德章的屍體，胸口滿是血與砂土，被放在擔架上。國軍士兵對湯德章的臉吐口水，罵：「他媽的！」並用腳踢，褻瀆屍體。郭一男表示由於台灣人最重視死者，這種做法不但前所未聞，也給他很大的衝擊。

## 評價
行政院《二二八事件研究報告》指出：「湯德章之死，臺南市民同聲喊冤」、「他背負起全臺南動亂的責任，是替臺南市民贖罪的羔羊」；臺南市文獻委員謝碧連律師表示：「湯律師是其前輩，傳奇一生令人景仰，實為後輩楷模。」

## 紀念
為了彰顯湯德章於二二八事件中維持治安的功績，與紀念他無辜受害的慘況，1998年，臺南市政府特將其殉難之處「民生綠園」，改名為湯德章紀念公園，簡稱「湯德章公園」，以資紀念。湯德章的半身銅像由雕塑名師邱火松製作，銅像基座鐫刻紀念碑文。現今湯德章銅像所在位置，正是湯德章被槍決之地。
2013年2月28日二二八紀念日中，針對各界要求訂定「湯德章紀念日」及移除湯德章公園內孫文銅像的訴求，臺南市長賴清德表示市府將研議訂定湯德章紀念日。2014年賴清德宣布，每年3月13日為「台南市正義與勇氣紀念日」，以紀念湯律師英勇堅韌的一生所表彰的台灣精神典範。
2015年3月13日，臺南市政府在湯德章故居舉行「歷史名人故居」的掛牌儀式。該房屋在1968年被湯德章之子湯聰模賣給現任屋主王榮彬。2020年4月，傳出湯德章故居易主將被拆除，台南市文化資產保護協會於4月17日下午緊急向台南市文化資產管理處提報，隨即依文化資產保存法第20條規定，公告為暫定古蹟。
2020年5月11日，湯德章故居再次易主將被拆除，為防湯德章居住故址被拆除，由「台南市文化資產保護協會」在嘖嘖募資網站發起募資活動，希望能夠募求總計約1,600萬的資金，買下故址。終於在6月9日成功募得1,600萬，確保取得故址所有權。接著協會為了重建紀念館，盼能達到2,000萬元的最終階段目標，來完成建立紀念館以及相關教育活動的一系列規劃。
2021年2月22日，台南市政府文化局舉辦古蹟審議會議，審議委員認為該建物已歷經大幅度增改建，且未見特殊之建築技術與裝飾手法，不具呈現古蹟或歷史建築各項登錄基準之建築特色，經審議會表決結果未達出席委員過半數之同意指定古蹟或登錄歷史建築。湯德章紀念協會則發表公開信宣布，湯德章故居將於3月13日以紀念館形式正式對外開放，同時也對審議會未將湯德章故居列級古蹟或歷史建築表示尊重。
2022年3月13日，臺南市長黃偉哲宣布中西區中正路部分路段將改名為「湯德章大道」，並於4月1日掛牌，此路亦是台南市適逢言論自由日，在2014年為紀念鄭南榕而將安平區東哲街與西科街合併改名為「南榕大道」後，另一次以紀念人物形式改名的大道。
2023年3月上旬，臺南市政府將湯德章公園圓環路名牌更名為「湯德章大道」，下方註記「原中正路」，但未經法定路名異動程序，也未達到可提出申請更名的連署門檻，公文還是使用中正路。當地民眾更改路名意願仍舊不高，有人認為勞民傷財且不認為中正路有權威象徵，分享臺南當地日常的臉書社團「南人幫」的網友回應則是正反兩極。

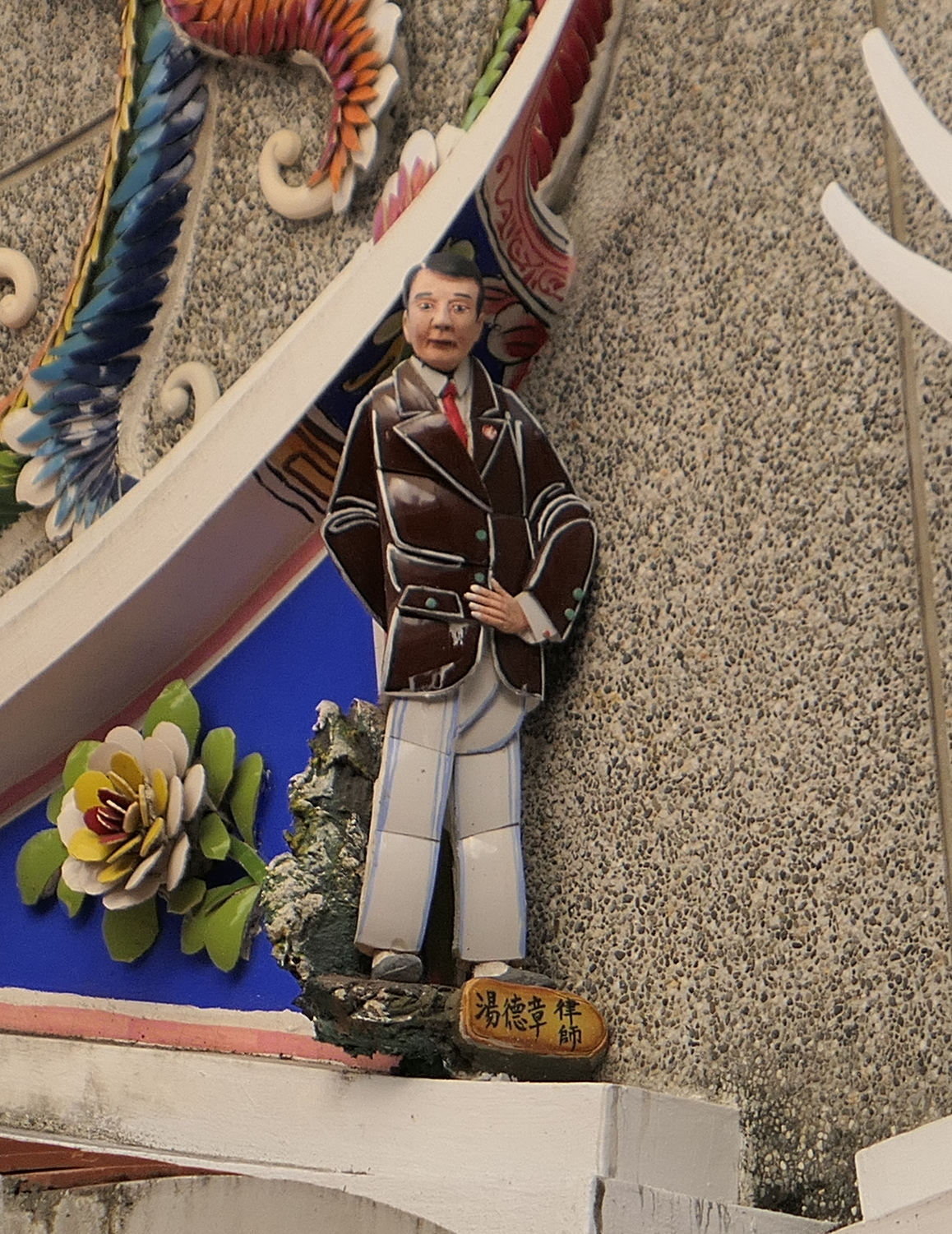
八吉境五帝廟三川殿屋脊上的湯德章剪黏
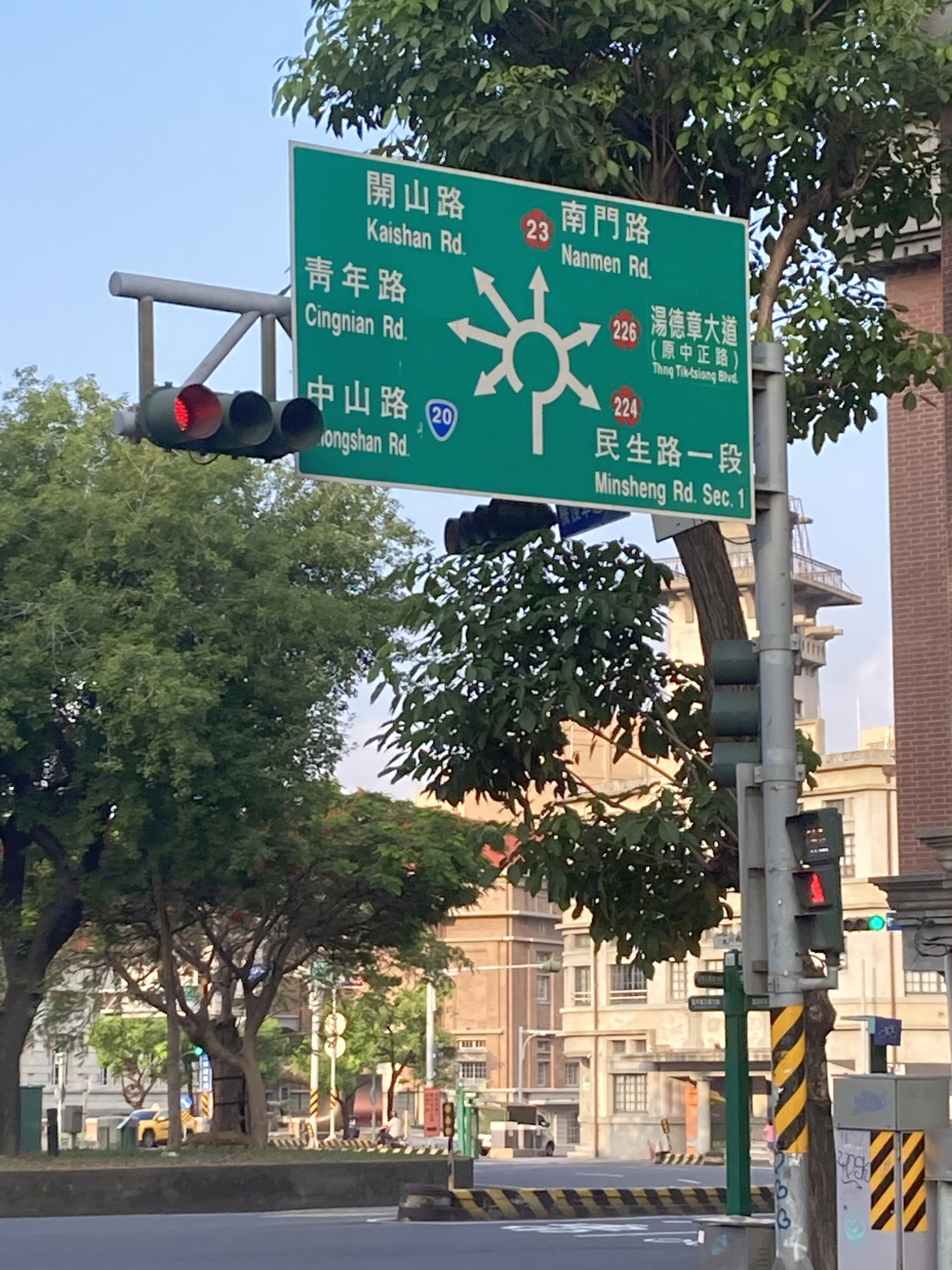
更名後湯德章大道圓環圓環路名牌，攝於2023年6月6日

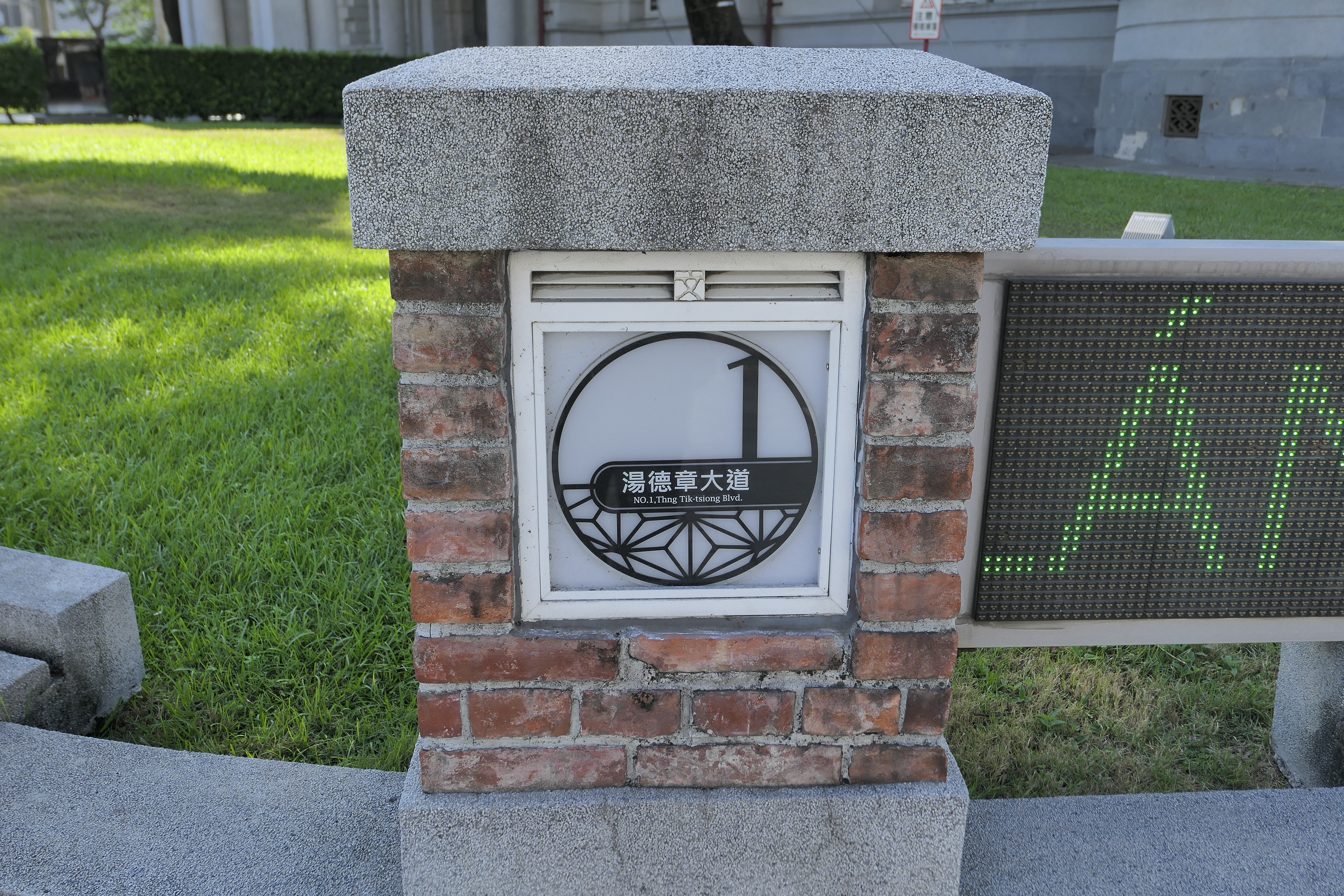
國立臺灣文學館前的湯德章大道1號門牌

## 相關書目
- 門田隆將著，林琪禎、張弈伶、李雨青譯：《湯德章：不該被遺忘的正義與勇氣》（台北：玉山社，2016）
- 黃銘正著，《尋找湯德章：時代與他的七道難題》，台中市：晨星出版，2024年。ISBN 9786263207585

## 外部連結
- 《二二八消失的台灣菁英》—湯德章（1907-1947） （页面存档备份，存于）
- 一封給外省太太朋友的公開信—讓我們從一個英雄故事來談二二八，陳嘉君，上報，2019年3月13日 （页面存档备份，存于）（包含湯德章照片集）